# Matang Glp Dua Meunasah Dayah
Matang Glp Dua Meunasah Dayah is een bestuurslaag in het regentschap Bireuen van de provincie Atjeh, Indonesië. Matang Glp Dua Meunasah Dayah telt 2203 inwoners (volkstelling 2010).